# Mike Temwanjera
Mike Temwanjera (* 21. Mai 1982 in Harare) ist ein ehemaliger simbabwischer Fußballspieler.

## Karriere
Temwanjera kam im Jahr 2003 aus seiner simbabwischen Heimat zum FK Javor Ivanjica nach Serbien und Montenegro. Dort kam er in der Saison 2005/06 zu seinen ersten Einsätzen in der Ersten Liga von Serbien und Montenegro. Am 31. Dezember 2005 bestritt er auch sein einziges Länderspiel für die A-Nationalmannschaft von Simbabwe. Da sein Klub am Saisonende absteigen musste, schloss er sich Ligakonkurrent FK Borac Čačak an. Im Januar 2007 nahm ihn der rumänische Erstligist FC Vaslui unter Vertrag. Mit den Westmoldauern kämpfte er zunächst um den Einzug in die Europa League, später um die rumänische Meisterschaft. Sein größter Erfolg ist die Vizemeisterschaft 2012 mit einem Punkt Rückstand auf CFR Cluj. Nachdem dem FC Vaslui im Sommer 2014 die Lizenz entzogen worden war, verließ er Rumänien und wechselte zum Bangkok United FC nach Thailand. Dort beendete Temwanjera nach der Saison 2014 seine aktive Karriere.